# Scarto interquartile

Lo scarto interquartile in una gaussiana, rispetto alla deviazione standard

In statistica lo scarto interquartile (o differenza interquartile o ampiezza interquartile, in inglese interquartile range o IQR) è la differenza tra il terzo e il primo quartile, ovvero l'ampiezza della fascia di valori che contiene la metà "centrale" dei valori osservati.
Lo scarto interquartile è un indice di dispersione, cioè una misura di quanto i valori si allontanino da un valore centrale. Viene utilizzato nel disegno del diagramma box-plot.

## Scarto interquartile di variabili aleatorie
Lo scarto interquartile di una variabile aleatoria si ottiene tramite la funzione di ripartizione, come differenza {\displaystyle F^{-1}(0,75)-F^{-1}(0,25).}
Per una variabile casuale normale {\displaystyle N(\mu ,\sigma )} lo scarto interquartile è circa {\displaystyle 1,35\sigma }.
Per una variabile casuale di Cauchy {\displaystyle C(\mu ,\gamma )} lo scarto interquartile è {\displaystyle 2\gamma }.